# Gunung Sarahpetik
Gunung Sarahpetik är ett berg i Indonesien.   Det ligger i provinsen Aceh, i den västra delen av landet, 1 700 km nordväst om huvudstaden Jakarta. Toppen på Gunung Sarahpetik är 465 meter över havet, eller 85 meter över den omgivande terrängen. Bredden vid basen är 1,1 km.
Terrängen runt Gunung Sarahpetik är kuperad, och sluttar söderut.Runt Gunung Sarahpetik är det glesbefolkat, med 15 invånare per kvadratkilometer. I omgivningarna runt Gunung Sarahpetik växer i huvudsak städsegrön lövskog.